# Reloaded - Lo spettacolo è finito Pt. 2
Reloaded - Lo spettacolo è finito Pt. 2 è il secondo album in studio del rapper italiano Rischio, pubblicato nel 2006 dalla Relief Records EU.

## Il disco
Reloaded - Lo spettacolo è finito Pt. 2 è stato prodotto da Shablo e da J-Falla ed è caratterizzato da una lista tracce formata da vari titoli di importanti film, come 8½ di Federico Fellini. All'interno dell'album Rischio ha collaborato con diversi artisti quali Club Dogo, Word, Primo Brown dei Cor Veleno, Royal Mehdi, Gianni KG, Nunzio, Marracash, Co'Sang ed Esa. Da notare la presenza di alcuni talento canori come Sabrina Kabua e Ricardo.

## Tracce
1. Reloaded
2. Nemico pubblico (feat. Gué Pequeno)
3. Ragazzi fuori (feat. Gora)
4. Fuga di mezzanotte
5. Mean Street (feat. Primo Brown)
6. Il socio
7. Brutti, sporchi e cattivi (feat. Royal Mehdi, Nunzio & Gianni KG)
8. Taxi Driver
9. Otto e mezzo (feat. Ricardo)
10. Giù la testa (feat. Sabrina Kabua)
11. La febbre del sabato sera (feat. Esa & Word)
12. Il giustiziere della notte (feat. Marracash, Vincenzo da Via Anfossi & Jake La Furia)
13. Fino all'ultimo respiro (feat. Ricardo)
14. Easy Rider (feat. Co'Sang)
15. Ogni fine è solo un inizio (feat. Ricardo)
16. Otto e mezzo